# Cantone di Rabastens
Il Cantone di Rabastens era una divisione amministrativa dell'arrondissement di Albi.
È stato soppresso a seguito della riforma complessiva dei cantoni del 2014, che è entrata in vigore con le elezioni dipartimentali del 2015.
Comprendeva i comuni di:
- Coufouleux
- Grazac
- Loupiac
- Mézens
- Rabastens
- Roquemaure